# O Meu Pé de Laranja Lima (filme de 1970)
O Meu Pé de Laranja Lima é um filme brasileiro de drama de 1970, dirigido por Aurélio Teixeira. O roteiro, de Teixeira e Braz Chediak, é uma adaptação do livro autobiográfico de José Mauro de Vasconcelos. O filme conta a história de um menino pobre de cinco anos que conversa com um pé de laranja lima em seu quintal.. O filme foi gravado em Vassouras,RJ, mas representou o bairro carioca de Bangu, onde se passa a história do livro.

## Elenco
- Júlio César Cruz .... José Mauro Vasconcelos "Zezé"
- Aurélio Teixeira .... Manuel Valadares "Portuga" (participação especial)
- Leilany Chediak.... Jandira
- Henrique José Leal .... Serginho
- Elisa Fernandes .... Lili
- Julio Hofacker...Tio Edmundo
- Janet Chermont...Glória
- Catulo de Paiva...Ariovaldo
- Rubens Abreu...Paulo
- Maria Gladys .... professora Cecília
- Vitório Veríssimo...Luís
- Jorge Luiz Trannin...Totoca
- Maria Helena Lott...Estefânia
- Iva West...Dindinha

## Sinopse
Zezé é um menino de seis anos inteligente e peralta, que tem 5 irmãos: Luís, Glória, Tótoca, Jandira e Lalá .E é cuidado pelas irmãs mais velhas enquanto a mãe trabalha numa fábrica e o pai está desempregado. Mudando para uma nova casa em Bangu, Zezé adota um pé de laranja lima que acredita que fala com ele. É matriculado na escola e se torna o melhor aluno da professora Cecília Paim, fica amigo de um músico vendedor ambulante de panfletos com letras de tangos e valsas populares, e de "Portuga", um homem bom que possui um belo carro, no qual Zezé sonhava “morcegar”. Zezé vive sofrendo com abusos da família que não tem paciência com suas peraltices mas seus amigos sabem que ele é uma criança muito sensível e de bom coração.